# Calle Don Jaime I (Zaragoza)

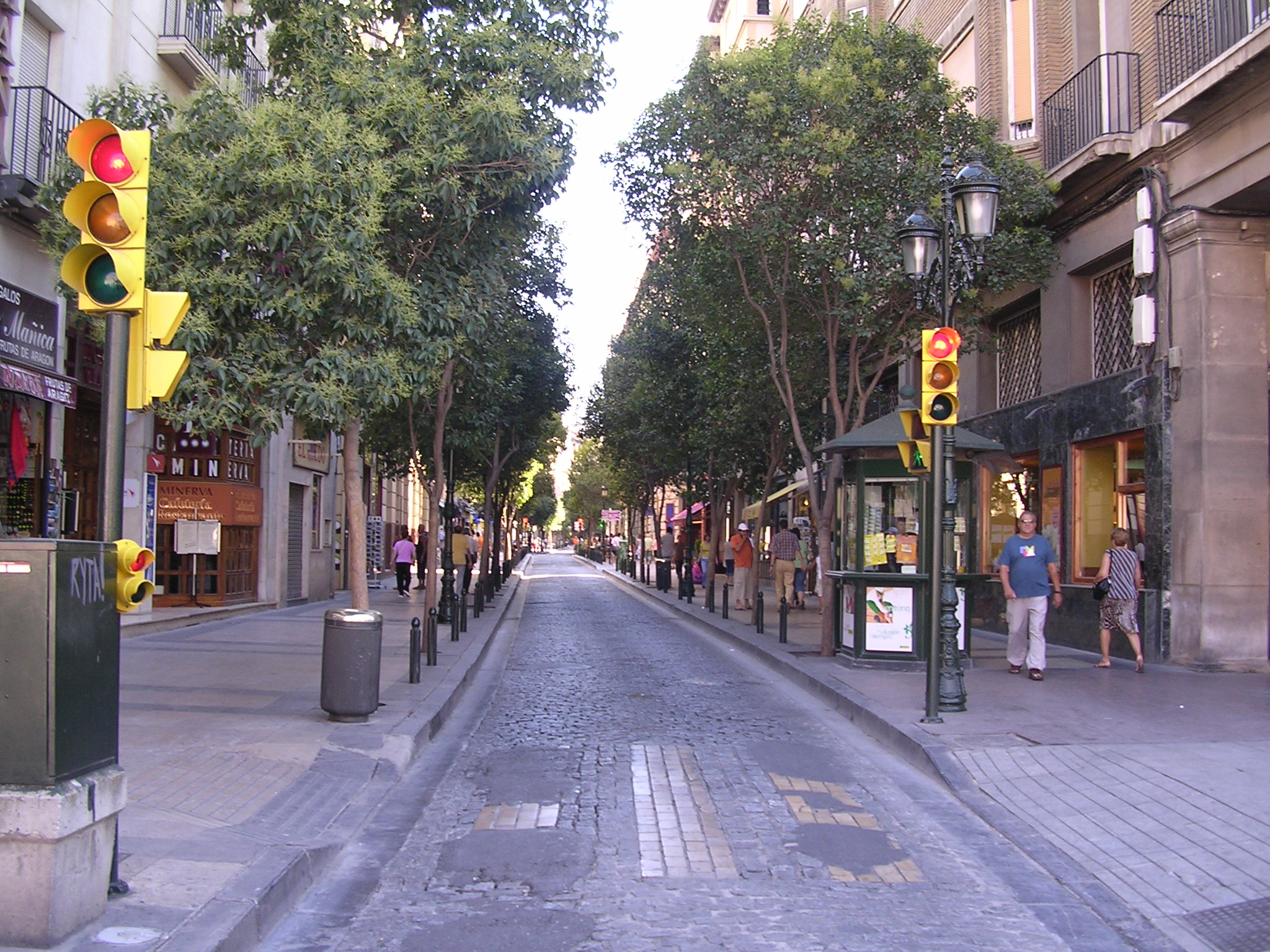
Vista de la Calle Don Jaime I.

La calle Don Jaime I (o calle San Gil) es una de las principales del Casco Antiguo de Zaragoza y uno de los principales accesos a la plaza del Pilar. Además es una de las calles más antiguas y tradicionalmente ha sido de las importantes de la ciudad. En los tiempos de la Caesaraugusta romana por su recorrido circulaba el Cardus Maximus (Cardo Máximo) que era junto con el Decumanus Maximus (Decumano Máximo), una de las dos calles principales de la ciudad.
A esta calle también se le denomina San Gil, por ser este su antiguo nombre. Destacan varios monumentos:
- Iglesia de San Gil: iglesia del siglo XV en la cual destaca su torre mudéjar y su fachada barroca.
- Fachada norte del Teatro Principal: es el principal teatro de la ciudad y esta fachada es la más característica del edificio.

La calle tiene una longitud de 560 metros, comienza en el Coso y termina en el paseo Echegaray y Caballero.